# Colonia y Protectorado de Sierra Leona
La Colonia y Protectorado de Sierra Leona (en inglés: Colony and Protectorate of Sierra Leone), informalmente Sierra Leona británica, fue el nombre dado a la administración colonial británica en Sierra Leona desde 1808 hasta 1961, y parte del Imperio británico desde la era del abolicionismo hasta la época de la descolonización. La colonia de la Corona, que incluía el área que rodea a Freetown, se estableció en 1808. El protectorado se estableció en 1896 e incluía el interior de lo que hoy se conoce como Sierra Leona. Freetown fue la capital del África Occidental Británica entre 1808 y 1874.
La colonia y el protectorado duraron hasta 1961, cuando Sierra Leona acordó independizarse del Imperio británico y pasar a formar parte de la Commonwealth, con la reina Isabel II como monarca. Fue un reino de la Mancomunidad hasta 1971, año en el cual el país se convirtió en la actual República de Sierra Leona.
El lema de la colonia y el protectorado era Auspice Britannia liber (en latín, Libre bajo la protección de Gran Bretaña). Este lema se incluyó en la bandera y el escudo de armas posteriores de Sierra Leona.